# Division I i ishockey 1952/1953
Division I i ishockey 1952/1953 var den nionde säsongen med division I som högsta serien inom ishockey i Sverige. Serien bestod av tolv lag indelade i två grupper som spelades som dubbelserier i tio omgångar vardera. När grupperna spelats färdigt möttes gruppsegrarna i en final om titeln Svensk mästare. Det var första gången Svenska mästerskapet avgjordes på detta vis. En annan nyhet denna säsong var att tvådomarsystemet infördes i den högsta serien (men ännu inte i de lägre serierna). I grupperna hade Leksand och Nacka bytt plats med varandra så att Leksand spelade i norr och Nacka i söder.
I den norra gruppen var Hammarby helt överlägsna och vann obesegrade med sex poängs marginal till tvåan Leksand. I den södra gruppen dominerade Södertälje som bara tappade två poäng under gruppspelet (oavgjort mot Djurgården och Bofors). Av nykomlingarna höll sig Atlas Diesel kvar i den norra gruppen och Bofors och Surahammar i den södra.

## Division I Norra
| Nr | Lag              | S  | V  | O | F | GM | IM | MS  | P  |
| -- | ---------------- | -- | -- | - | - | -- | -- | --- | -- |
| 1  | Hammarby IF      | 10 | 10 | 0 | 0 | 44 | 14 | +30 | 20 |
| 2  | Leksands IF      | 10 | 7  | 0 | 3 | 64 | 27 | +37 | 14 |
| 3  | Gävle GIK        | 10 | 5  | 1 | 4 | 30 | 32 | −2  | 11 |
| 4  | Atlas Diesels IF | 10 | 2  | 2 | 6 | 27 | 46 | −19 | 6  |
| 5  | AIK              | 10 | 2  | 1 | 7 | 37 | 43 | −6  | 5  |
| 6  | IK Huge          | 10 | 2  | 0 | 8 | 27 | 67 | −40 | 4  |

## Division I Södra
| Nr | Lag            | S  | V | O | F | GM | IM | MS  | P  |
| -- | -------------- | -- | - | - | - | -- | -- | --- | -- |
| 1  | Södertälje SK  | 10 | 8 | 2 | 0 | 61 | 18 | +43 | 18 |
| 2  | Djurgårdens IF | 10 | 7 | 2 | 1 | 67 | 20 | +47 | 16 |
| 3  | IFK Bofors     | 10 | 4 | 3 | 3 | 37 | 41 | −4  | 11 |
| 4  | Surahammars IF | 10 | 3 | 2 | 5 | 30 | 52 | −22 | 8  |
| 5  | Forshaga IF    | 10 | 2 | 0 | 8 | 30 | 65 | −35 | 4  |
| 6  | Nacka SK       | 10 | 0 | 3 | 7 | 29 | 58 | −29 | 3  |

## SM-final
Seriefinalen avgjorde detta år även SM-final och som så ofta förut möttes Hammarby och Södertälje för att göra upp om titeln. Den första matchen på Östermalms IP slutatde oavgjort, medan returen i Södertälje vanns av hemmalaget som därmed inte förlorat en enda match i seriespel eller slutspel på två säsonger.
- 10 februari: Hammarby IF–Södertälje SK 2–2
- 13 februari: Södertälje SK–Hammarby IF 5–1